# Jean-Marc Deshouillers
Jean-Marc Deshouillers est un mathématicien français, né le 12 septembre 1946 à Paris. Il est spécialiste de la théorie des nombres.

## Formation
Élève de la promotion 1965 de l'École polytechnique,, il en sort en 1968 et poursuit dans la recherche.
Il soutient son doctorat de mathématiques en 1972 à l'université Pierre-et-Marie-Curie.

## Carrière
Dans les années 1970, il est maître de conférences à l'École polytechnique.
Par la suite, il est professeur à l'université de Bordeaux et président des commissions d'examen d’entrée à l'École polytechnique.

## Travaux
En collaboration avec Ramachandran Balasubramanian et Francois Dress, il montre en 1985 que, dans le cas des bicarrés du problème de Waring, le plus petit nombre de bicarrés nécessaire pour exprimer un entier naturel comme somme de bicarrés est égal à 19.
Avec Henryk Iwaniec, il améliore la formule des traces de Kuznietsov.
En 1997, avec Effinger et Herman te Riele, il démontre la conjecture faible de Goldbach : tout nombre impair plus grand que 5 est une somme de trois nombres premiers sous l'hypothèse de Riemann généralisée.
Il travaille, notamment avec Michael Drmota, Clemens Müllner et Lukas Spiegelhofer, sur les propriétés aléatoires et non aléatoires de suites de nombres.
Parmi ses étudiants, il y a eu Gérald Tenenbaum et Étienne Fouvry.

## Publications
- Problème de Waring pour les bicarrés. Séminaire de théorie des nombres de Bordeaux, 1984-1985.